# Gmina Małogoszcz
Die Gmina Małogoszcz ist eine Stadt-und-Land-Gemeinde im Powiat Jędrzejowski der Woiwodschaft Heiligkreuz in Polen. Ihr Sitz ist die gleichnamige Stadt mit etwa 3800 Einwohnern.

## Gliederung
Zur Stadt-und-Land-Gemeinde (gmina miejsko-wiejska) Małogoszcz gehören neben der Stadt selbst 19 Dörfer mit einem Schulzenamt:
Bocheniec
Henryków
Karsznice
Kozłów
Lasochów
Leśnica
Lipnica
Ludwinów
Mieronice
Mniszek
Rembieszyce
Wiśnicz
Wola Tesserowa
Wrzosówka
Wygnanów
Zakrucze
Złotniki
Żarczyce Duże
Żarczyce Małe
Weitere Ortschaften der Gemeinde sind Góry Lasochowskie und Stacja Małogoszcz.